# Llengua isoko
L'isoko (o biotu, igabo o sobo) és una llengua que parlen els isokos que viuen a la regió d'Isoko i a la LGA de Ndokwa a l'estat del Delta, al sud de Nigèria. És una llengua semblant a la seva veïna urhobo. Michael A. Marioghae i Peter Ladefoged, el 1962 van fer gravacions en àudio d'exemples de paraules en isoko que es poden veure en els arxius fonètics d'UCLA.

## Fonologia
El sistema de vocals de l'isoko és molt reduït considerant el del proto-edoid. Té nou vocals i dos grups harmònics: /i e a o u/ i /ɪ ɛ a ɔ ʊ/.

## Taxonomia
L'isoko és una llengua edoid del sud-oest, que forma part de la família de les llengües Benué-Congo, que són llengües nigerocongoleses. Les altres llengües d'aquest grup lingüístic són l'eruwa, l'okpe, l'urhobo i l'uvbie.
Els dialectes de l'isoko són l'aviara, l'elu, l'emede, l'enhwe, l'ibiede, l'imiv, l'irri (o iri), l'itebiege, l'iwire (o igbide), el lyede, el lyede-ami, el lyowo, l'ofagbe, l'ole (o oleh), l'olomoro, l'owe (o owhe), l'oyede, l'ozoro, l'ume, l'unogboko, l'uti i l'uzere.

## Ús de la llengua i sociolingüística
Els eruwes també utilitzen l'isoko com a segona llengua.
Hi ha poc menys d'un milió de persones isoko-parlants. Aquesta llengua és una llengua desenvolupada, el seu ús és vigorós, té una literatura i una forma estarndarditzada. L'isoko s'ensenya en les escoles primàries, té una gramàtica i el 1977 s'hi va traduir la Bíblia. S'escriu en alfabet llatí.
Els termes sobo i igabo són noms ofensius que es refereixen a l'isoko. En llengua izon, l'isoko es diu biotu i no és necessàriament un terme ofensiu, tot i que als isokos no els agrada.